# Erich Eichhoff
Erich Eichhoff (* 22. Juli 1909 in Freiendiez; † 24. März 1976 in Köln) war ein deutscher Verwaltungsjurist und Verkehrsrechtler.

## Leben
Eichhoff begann an der  Hessischen Ludwigs-Universität Gießen Rechtswissenschaft zu studieren. 1928 wurde er im Corps Starkenburgia aktiv. Als Inaktiver wechselte er an die Ludwig-Maximilians-Universität München und die Georg-August-Universität Göttingen. 
Nach dem zweiten Staatsexamen wurde Eichhoff beim damaligen Reichskraftwagenbetriebsverband (RKB) beschäftigt. 1950 wurde er in die Straßenverkehrsabteilung des Bundesverkehrsministeriums berufen und war dort an den Arbeiten an der neuen Rechtsordnung für das Verkehrswesen in der Bundesrepublik, besonders am Entwurf des Güterkraftverkehrsgesetzes, beteiligt. Am 1. April 1952 übernahm er die Leitung des Referats Güterfernverkehr. Mit der Errichtung der Bundesanstalt für den Güterfernverkehr durch das Güterkraftverkehrsgesetz vom 17. Oktober 1952 wurde er zum Präsidenten ernannt und mit dem Aufbau der neuen Bundesbehörde betraut. Ende Juli 1974 trat er in den Ruhestand.
Seit 1965 war Eichhoff Vorstandsmitglied der Deutschen Verkehrswissenschaftlichen Gesellschaft. Auch im außereuropäischen Ausland war er beratend tätig, unter anderem in Ägypten und mehreren westafrikanischen Staaten, für die er Gutachten zur Organisation und zum Aufbau des Verkehrswesens ausarbeitete. 1960 hielt er sich zu diesem Zweck im Iran auf. 1962 nahm er als Sachverständiger an der UNO-Konferenz in Genf teil. 1968 wurde er Beirat beim Bundesminister für wirtschaftliche Zusammenarbeit. Im November 1973 wurde er in den Vorstand des Deutschen Verkehrssicherheitsrates gewählt.
Eichhoff war Begründer und Mitherausgeber des Standardwerks Güterkraftverkehrsrecht.

## Auszeichnungen
- 1974: Großes Bundesverdienstkreuz